# Église Notre-Dame-de-Fátima de Gwardamanga
Pour les articles homonymes, voir Église Notre-Dame-de-Fátima.
L’église Notre-Dame-de-Fátima est une église paroissiale de l’Église catholique, rattachée à l’archidiocèse de Malte, et située à Gwardamanga, à Malte. Elle est dédiée à Notre-Dame de Fátima.

## Historique
Ce sont les dominicains qui fondèrent le sanctuaire de Notre-Dame de Fátima, centre de la croisade du Rosaire sur la colline de la ville. Ouverte en 1955, elle devient église paroissiale en 1968 et reçoit sa dédicace le 29 mai 1978.